# Joshgun Diniyev
Joshgun Diniyev (en azéri : Coşqun Diniyev), né le 13 septembre 1995 à Bakou, est un footballeur international azerbaïdjanais. Évoluant au poste de milieu défensif, il joue pour le Çorum FK depuis 2025.

## Biographie

### Carrière en club
Joshgun Diniyev dispute 5 matchs en Ligue des champions, et 3 matchs en Ligue Europa avec le Qarabağ FK.
Le 11 février 2025, le Çorum a signé un contrat de 1,5 an avec Diniyev.

### Carrière en sélection
Joshgun Diniyev compte trois sélections avec l'équipe d'Azerbaïdjan depuis 2015.
Il est convoqué pour la première fois par le sélectionneur national Robert Prosinečki pour un match amical contre la Serbie le 7 juin 2015 (défaite 4-1).

## Palmarès
Avec le Qarabağ FK
- Champion d'Azerbaïdjan en 2016, 2017 et 2018
- Vainqueur de la Coupe d'Azerbaïdjan en 2016 et 2017

## Statistiques
Le tableau ci-dessous récapitule les statistiques de Joshgun Diniyev lors de sa carrière en club :
| Saison                | Club                  | Championnat           | Championnat | Championnat | Coupe(s) nationale(s) | Coupe(s) nationale(s) | Compétition(s) continentale(s) | Compétition(s) continentale(s) | Compétition(s) continentale(s) | Total | Total |
| Saison                | Club                  | Division              | M.          | B.          | M.                    | B.                    | Comp.                          | M.                             | B.                             | M.    | B.    |
| 2012-2013             | Inter Bakou           | Premyer Liqası        | 2           | 0           | -                     | -                     | -                              | -                              | -                              | 2     | 0     |
| 2013-2014             | Inter Bakou           | Premyer Liqası        | 7           | 0           | -                     | -                     | -                              | -                              | -                              | 7     | 0     |
| 2014-2015             | Inter Bakou           | Premyer Liqası        | 26          | 2           | 3                     | 0                     | -                              | -                              | -                              | 29    | 2     |
| 2015-2016             | Qarabağ FK            | Premyer Liqası        | 32          | 1           | 5                     | 0                     | C1+C3                          | 3+3                            | 0+0                            | 43    | 1     |
| 2016-2017             | Qarabağ FK            | Premyer Liqası        | 21          | 1           | 6                     | 2                     | C1                             | 1                              | 0                              | 28    | 3     |
| 2017-2018             | Qarabağ FK            | Premyer Liqası        | 4           | 1           | -                     | -                     | C1                             | 2                              | 0                              | 6     | 1     |
| Total sur la carrière | Total sur la carrière | Total sur la carrière | 92          | 5           | 14                    | 2                     | -                              | 9                              | 0                              | 115   | 7     |